# Diatora unifasciata
Diatora unifasciata là một loài tò vò trong họ Ichneumonidae.